# Sinkadus (musikalbum)
Sinkadus är ett studioalbum av Kristofer Åström, utgivet 2009. Skivan kännetecknas av ett spretigare sound än dess föregångare. Albumet mottogs väl.
Skivan innehåller en cover på Thin Lizzys låt "A Song for While I'm Away".

## Låtlista
1. "Presentación" - 0:12
2. "Come Out" - 4:33
3. "The Party" – 3:34
4. "Blind Motherfucker" – 2:47
5. "Twentyseven" - 3:47
6. "When Her Eyes Turn Blue" - 3:08
7. "Big Lie, Idiot Die" - 4:14
8. "Hard to Live" - 4:21
9. "A Song for While I'm Away" - 5:05 (Philip Lynott)
10. "Me & The Snakes" - 7:27
11. "Oh, Man!" - 3:45
12. "Old Man's Car" - 5:25

## Listplaceringar
| Lista (2009) | Topplacering |
| ------------ | ------------ |
| Sverige      | 57           |

### Fotnoter
1. ↑  http://www.svd.se/kulturnoje/nyheter/kristofer-astrom-ar-tillbaka_2732179.svd
2. ↑  https://kritiker.se/skivor/kristofer-astrom/sinkadus/
3. ↑  Placeringar på den svenska albumlistan